# Ingeborg Maria Sick
Ingeborg Maria Sick (født 17. september 1858 i København, død 14. november 1951 i Hørsholm Sogn) var en dansk forfatter og filantropisk sygeplejerske.

## Opvækst og privatliv
Sick blev født i København i 1858 og tilbragte sine første leveår i Paris hvor faren var udstationeret diplomat. Han døde i 1864 hvorefter familien vendte tilbage til København, men hun bevarede en tilknytning til Frankrig hele sit liv. Hun arbejdede som frivillig sygeplejeske i slumkvarterer i København, London og Paris, og var i en periode ansat ved fattigforsorgen i København. Sick var stærkt kristen præget af katolicisme. Hun var økonomisk uafhængig og blev ikke gift.

## Forfatterskab
Sick skrev gennem hele livet, og forfatterskabet dominerede hendes liv fra hun debuterede med Udi Løndom i 1900. Derefter havde hun en stor produktion af romaner, noveller, digte og et skuespil. Det blev til over 30 udgivne værker.
Hendes væsentligste værker regnes i dag for at være romanbiografierne Fangernes Ven om den svenske filantrop Mathilde Wrede og Pigen fra Danmark om den danske missionær Karen Jeppe. Sicks religiøsitet kom til udtryk i forfatterskabet hvor troen sejrer over kødets fristelser. Nogle af bøgerne går i retning af vækkelseslitteratur, og deres kvindesyn var forældet allerede i samtiden. Sick lavede gode personkarakteristikker og plot som ofte havde erotisk prægede konflikter. Hun havde mange læsere i sin samtid i hele Skandinavien og Tyskland hvor hendes bøger normalt udkom. Mange bøger udkom flere oplag, og hun blev oversat til en række sprog (svensk, norsk, tysk engelsk, fransk, finsk, russisk, hollandsk m.fl.)
Sick fik Tagea Brandts Rejselegat i 1933.